# Velika nagrada Kanade 2018.
 Velika nagrada Kanade (Formula 1 Grand Prix Heineken du Canada 2018) je bila sedma utrka prvenstva Formule 1 2018. Trkači vikend vožen je od 8. lipnja do 10. lipnja na stazi Gilles Villeneuve u Kanadi, a pobijedio je Sebastian Vettel u Ferrariju.

## Sudionici utrke
| #  | Vozač             | Momčad                           | Šasija            | Motor                             | Guma |
| -- | ----------------- | -------------------------------- | ----------------- | --------------------------------- | ---- |
| 2  | Stoffel Vandoorne | McLaren F1 Team                  | McLaren MCL33     | Renault R.E.18 V6 t h 1.6         | P    |
| 3  | Daniel Ricciardo  | Aston Martin Red Bull Racing     | Red Bull RB14     | TAG Heuer V6 t h 1.6              | P    |
| 5  | Sebastian Vettel  | Scuderia Ferrari                 | Ferrari SF71H     | Ferrari 062 EVO V6 t h 1.6        | P    |
| 7  | Kimi Räikkönen    | Scuderia Ferrari                 | Ferrari SF71H     | Ferrari 062 EVO V6 t h 1.6        | P    |
| 8  | Romain Grosjean   | Haas F1 Team                     | Haas VF-18        | Ferrari 062 EVO V6 t h 1.6        | P    |
| 9  | Marcus Ericsson   | Alfa Romeo Sauber F1 Team        | Sauber C37        | Ferrari 062 EVO V6 t h 1.6        | P    |
| 10 | Pierre Gasly      | Red Bull Toro Rosso Honda        | Toro Rosso STR13  | Honda RA618H V6 t h 1.6           | P    |
| 11 | Sergio Pérez      | Sahara Force India F1 Team       | Force India VJM11 | Mercedes M09 EQ Power+ V6 t h 1.6 | P    |
| 14 | Fernando Alonso   | McLaren F1 Team                  | McLaren MCL33     | Renault R.E.18 V6 t h 1.6         | P    |
| 16 | Charles Leclerc   | Alfa Romeo Sauber F1 Team        | Sauber C37        | Ferrari 062 EVO V6 t h 1.6        | P    |
| 18 | Lance Stroll      | Williams Martini Racing          | Williams FW41     | Mercedes M09 EQ Power+ V6 t h 1.6 | P    |
| 20 | Kevin Magnussen   | Haas F1 Team                     | Haas VF-18        | Ferrari 062 EVO V6 t h 1.6        | P    |
| 27 | Nico Hülkenberg   | Renault Sport Formula One Team   | Renault R.S.18    | Renault R.E.18 V6 t h 1.6         | P    |
| 28 | Brendon Hartley   | Red Bull Toro Rosso Honda        | Toro Rosso STR13  | Honda RA618H V6 t h 1.6           | P    |
| 31 | Esteban Ocon      | Sahara Force India F1 Team       | Force India VJM11 | Mercedes M09 EQ Power+ V6 t h 1.6 | P    |
| 33 | Max Verstappen    | Aston Martin Red Bull Racing     | Red Bull RB14     | TAG Heuer V6 t h 1.6              | P    |
| 34 | Nicholas Latifi * | Sahara Force India F1 Team       | Force India VJM11 | Mercedes M09 EQ Power+ V6 t h 1.6 | P    |
| 35 | Sergej Sirotkin   | Williams Martini Racing          | Williams FW41     | Mercedes M09 EQ Power+ V6 t h 1.6 | P    |
| 44 | Lewis Hamilton    | Mercedes AMG Petronas Motorsport | Mercedes F1 W09   | Mercedes M09 EQ Power+ V6 t h 1.6 | P    |
| 55 | Carlos Sainz      | Renault Sport Formula One Team   | Renault R.S.18    | Renault R.E.18 V6 t h 1.6         | P    |
| 77 | Valtteri Bottas   | Mercedes AMG Petronas Motorsport | Mercedes F1 W09   | Mercedes M09 EQ Power+ V6 t h 1.6 | P    |

* Zamjena, treći vozač

## Izvještaj
Šef Williamsovog aerodinamičkog odjela Dirk de Beer odstupio je sa svoje pozicije nakon katastrofalnih rezultata koje je postizao njihov ovogodišnji bolid FW41, dok je Ferrarijev glavni dizajner Simone Resta napustio momčad i pridružio se Sauberu kao novi tehnički direktor nakon što ih je prije u sezoni napustio Joerg Zander.

### Treninzi
Promjenu u vozačkoj postavi za prvi trening je napravila Force India koja je umjesto Sergija Péreza, na stazu poslala Nicholasa Latifija. Prvi na stazu je izašao Max Verstappen, dok je Sebastian Vettel tijekom prvog kruga odmah preko radija javio momčadi kako je staza dosta prljava. Prvo vrijeme od 1.23.556. na supersoft komponenti je postavio Sergej Sirotkin. Nico Hülkenberg je zaustavio svoj bolid na stazi zbog nemogućnosti mijenjanja brzina te se nakon pola sata treninga zavijorila crvena zastava te je sesija stopiran. Nijemac je preko radija sa svojim inženjerom pokušao osposobiti svoj bolid, no naposljetku je morao ugasiti motor te napustiti bolid. Nakon pet minuta stanke, zeleno svjetlo se pojavilo na semaforu te su vozači izašli ponovno na stazu. Lewis Hamilton je bio prvi koji je uspio odvoziti krug ispod 1.14. te je vrijeme iznosilo 1.13.967. Verstappen je 35 minuta prije kraja uspio postaviti svoje prvo vrijeme na treningu te je nakon nekoliko odvoženih kruga uspio postaviti najbrže koje je iznosilo 1.13.389 na najmekšoj komponenti. Lance Stroll je prebrzo ušao u zavoj te je zadnjim krajem udario u zid što je uzrokovalo puknuće zadnje desne gume.

## Najbrža vremena treninga
| Trening    | Vozač          | Konstruktor        | Vrijeme  | Gume | Krugovi |
| ---------- | -------------- | ------------------ | -------- | ---- | ------- |
| 1. trening | Max Verstappen | Red Bull-TAG Heuer | 1:13.302 | HS   | 26      |
| 2. trening | Max Verstappen | Red Bull-TAG Heuer | 1:12.198 | HS   | 39      |
| 3. trening | Max Verstappen | Red Bull-TAG Heuer | 1:11.599 | HS   | 14      |

## Rezultati kvalifikacija
| Poz. | Br. | Vozač             | Konstruktor          | Kvalifikacijska vremena | Kvalifikacijska vremena | Kvalifikacijska vremena | Grid |
| Poz. | Br. | Vozač             | Konstruktor          | Q1                      | Q2                      | Q3                      | Grid |
| ---- | --- | ----------------- | -------------------- | ----------------------- | ----------------------- | ----------------------- | ---- |
| 1.   | 5   | Sebastian Vettel  | Ferrari              | 1:11.710                | 1:11.524                | 1:10.764                | 1.   |
| 2.   | 77  | Valtteri Bottas   | Mercedes             | 1:11.950                | 1:11.514                | 1:10.857                | 2.   |
| 3.   | 33  | Max Verstappen    | Red Bull-TAG Heuer   | 1:12.008                | 1:11.472                | 1:10.937                | 3.   |
| 4.   | 44  | Lewis Hamilton    | Mercedes             | 1:11.835                | 1:11.740                | 1:10.996                | 4.   |
| 5.   | 7   | Kimi Räikkönen    | Ferrari              | 1:11.725                | 1:11.620                | 1:11.095                | 5.   |
| 6.   | 3   | Daniel Ricciardo  | Red Bull-TAG Heuer   | 1:12.459                | 1:11.434                | 1:11.116                | 6.   |
| 7.   | 27  | Nico Hülkenberg   | Renault              | 1:12.795                | 1:11.916                | 1:11.973                | 7.   |
| 8.   | 31  | Esteban Ocon      | Force India-Mercedes | 1:12.577                | 1:12.141                | 1:12.084                | 8.   |
| 9.   | 55  | Carlos Sainz      | Renault              | 1:12.689                | 1:12.097                | 1:12.168                | 9.   |
| 10.  | 11  | Sergio Pérez      | Force India-Mercedes | 1:12.702                | 1:12.395                | 1:12.671                | 10.  |
|      |     |                   |                      |                         |                         |                         |      |
| 11.  | 20  | Kevin Magnussen   | Haas-Ferrari         | 1:12.680                | 1:12.606                |                         | 11.  |
| 12.  | 28  | Brendon Hartley   | Toro Rosso-Honda     | 1:12.587                | 1:12.635                |                         | 12.  |
| 13.  | 16  | Charles Leclerc   | Sauber-Ferrari       | 1:12.945                | 1:12.661                |                         | 13.  |
| 14.  | 14  | Fernando Alonso   | McLaren-Renault      | 1:12.979                | 1:12.856                |                         | 14.  |
| 15.  | 2   | Stoffel Vandoorne | McLaren-Renault      | 1:12.998                | 1:12.865                |                         | 15.  |
|      |     |                   |                      |                         |                         |                         |      |
| 16.  | 10  | Pierre Gasly      | Toro Rosso-Honda     | 1:13.047                |                         |                         | 19.1 |
| 17.  | 18  | Lance Stroll      | Williams-Mercedes    | 1:13.590                |                         |                         | 16.  |
| 18.  | 35  | Sergej Sirotkin   | Williams-Mercedes    | 1:13.643                |                         |                         | 17.  |
| 19.  | 9   | Marcus Ericsson   | Sauber-Ferrari       | 1:14.593                |                         |                         | 18.  |
| 20.  | 8   | Romain Grosjean   | Haas-Ferrari         | —                       |                         |                         | 20.  |

- ^1  – Pierre Gasly je dobio 10 mjesta kazne na gridu zbog promjene motora.

## Rezultati utrke
| Poz. | Br. | Vozač             | Konstruktor          | Krugovi | Vrijeme / Razlog odustajanja | Grid | Bodovi |
| ---- | --- | ----------------- | -------------------- | ------- | ---------------------------- | ---- | ------ |
| 1.   | 5   | Sebastian Vettel  | Ferrari              | 68      | 1:28:31.377                  | 1.   | 25     |
| 2.   | 77  | Valtteri Bottas   | Mercedes             | 68      | +7.376                       | 2.   | 18     |
| 3.   | 33  | Max Verstappen    | Red Bull-TAG Heuer   | 68      | +8.360                       | 3.   | 15     |
| 4.   | 3   | Daniel Ricciardo  | Red Bull-TAG Heuer   | 68      | +20.892                      | 6.   | 12     |
| 5.   | 44  | Lewis Hamilton    | Mercedes             | 68      | +21.559                      | 4.   | 10     |
| 6.   | 7   | Kimi Räikkönen    | Ferrari              | 68      | +27.184                      | 5.   | 8      |
| 7.   | 27  | Nico Hülkenberg   | Renault              | 67      | +1 krug                      | 7.   | 6      |
| 8.   | 55  | Carlos Sainz      | Renault              | 67      | +1 krug                      | 9.   | 4      |
| 9.   | 31  | Esteban Ocon      | Force India-Mercedes | 67      | +1 krug                      | 8.   | 2      |
| 10.  | 16  | Charles Leclerc   | Sauber-Ferrari       | 67      | +1 krug                      | 13.  | 1      |
| 11.  | 10  | Pierre Gasly      | Toro Rosso-Honda     | 67      | +1 krug                      | 19.  |        |
| 12.  | 8   | Romain Grosjean   | Haas-Ferrari         | 67      | +1 krug                      | 20.  |        |
| 13.  | 20  | Kevin Magnussen   | Haas-Ferrari         | 67      | +1 krug                      | 11.  |        |
| 14.  | 11  | Sergio Pérez      | Force India-Mercedes | 67      | +1 krug                      | 10.  |        |
| 15.  | 9   | Marcus Ericsson   | Sauber-Ferrari       | 66      | +2 kruga                     | 18.  |        |
| 16.  | 2   | Stoffel Vandoorne | McLaren-Renault      | 66      | +2 kruga                     | 15.  |        |
| 17.  | 35  | Sergej Sirotkin   | Williams-Mercedes    | 66      | +2 kruga                     | 17.  |        |
| Odu. | 14  | Fernando Alonso   | McLaren-Renault      | 40      | Ispušna cijev                | 14.  |        |
| Odu. | 28  | Brendon Hartley   | Toro Rosso-Honda     | 0       | Sudar                        | 12.  |        |
| Odu. | 18  | Lance Stroll      | Williams-Mercedes    | 0       | Sudar                        | 16.  |        |

| Najbrži krug utrke | Max Verstappen 1:13.864 |
| Vodstvo u utrci    | Sebastian Vettel (1-68) |

## Zanimljivosti

### Vozači
- 50. pobjeda i 54. najbolja startna pozicija za Sebastiana Vettela.
- 26. postolje za Valtterija Bottasa.
- 13. postolje za Maxa Verstappena.

### Konstruktori
- 232. pobjeda i 217. najbolja startna pozicija za Ferrari.

## Poredak nakon 7 od 21 utrke
| Pozicija | Pozicija | Vozač             | Bodovi |
| -------- | -------- | ----------------- | ------ |
| 1.       | 1        | Sebastian Vettel  | 121    |
| 2.       | 1        | Lewis Hamilton    | 120    |
| 3.       | 1        | Valtteri Bottas   | 86     |
| 4.       | 1        | Daniel Ricciardo  | 84     |
| 5.       | 5.       | Kimi Räikkönen    | 68     |
| 6.       | 6.       | Max Verstappen    | 50     |
| 7.       | 7.       | Fernando Alonso   | 32     |
| 8.       | 8.       | Nico Hülkenberg   | 32     |
| 9.       | 9.       | Carlos Sainz      | 24     |
| 10.      | 10.      | Kevin Magnussen   | 19     |
| 11.      | 11.      | Pierre Gasly      | 18     |
| 12.      | 12.      | Sergio Pérez      | 17     |
| 13.      | 13.      | Esteban Ocon      | 11     |
| 14.      | 14.      | Charles Leclerc   | 10     |
| 15.      | 15.      | Stoffel Vandoorne | 8      |
| 16.      | 16.      | Lance Stroll      | 4      |
| 17.      | 17.      | Marcus Ericsson   | 2      |
| 18.      | 18.      | Brendon Hartley   | 1      |

| Poz. | Poz. | Konstruktor          | Bodovi |
| ---- | ---- | -------------------- | ------ |
| 1.   | 1.   | Mercedes             | 206    |
| 2.   | 2.   | Ferrari              | 189    |
| 3.   | 3.   | Red Bull-TAG Heuer   | 134    |
| 4.   | 4.   | Renault              | 56     |
| 5.   | 5.   | McLaren-Renault      | 40     |
| 6.   | 6.   | Force India-Mercedes | 28     |
| 7.   | 7.   | Toro Rosso-Honda     | 19     |
| 8.   | 8.   | Haas-Ferrari         | 19     |
| 9.   | 9.   | Sauber-Ferrari       | 12     |
| 10.  | 10.  | Williams-Mercedes    | 4      |

| Prethodna utrka             | Formula 1 – sezona 2018. | Sljedeća utrka                 |
| --------------------------- | ------------------------ | ------------------------------ |
| Velika nagrada Monaka 2018. | Formula 1 – sezona 2018. | Velika nagrada Francuske 2018. |

## Vanjske poveznice
- 2018 Canadian Grand Prix StatsF1